# Самсонув
Самсонув (пол. Samsonów) — село в Польщі, у гміні Заґнанськ Келецького повіту Свентокшиського воєводства.
Населення — 1186 осіб (2011).
У 1975-1998 роках село належало до Келецького воєводства.

## Демографія
Демографічна структура на день 31 березня 2011 року:
|          | Загалом | Допрацездатний вік | Працездатний вік | Постпрацездатний вік |
| -------- | ------- | ------------------ | ---------------- | -------------------- |
| Чоловіки | 573     | 104                | 414              | 55                   |
| Жінки    | 613     | 107                | 386              | 120                  |
| Разом    | 1186    | 211                | 800              | 175                  |